# Петар Петровић (угарски великаш)
Петар Петровић (мађ. Petrovics Péter; око 1486 — октобар 1557) је био угарски племић српског порекла, активан током 16. века у областима источне Угарске, Трансилваније и Баната.
Поседовао је значајно богатство и моћ у источној Краљевини Угарској, и био је један од најбогатијих земљопоседника. Као рођак и присталица краља Јована I Запоље, стекао је бројна имања у областима под краљевом влашћу. Био је изразити антихабзбурговац и поборник сарадње са Турцима. Као један од најутицајнијих магната био је саветник и заштитник младог Јована II Жигмунда Запоље. Био је присталица калвинизма и користио је своју моћ како би значајно утицао на ширење реформације у Угарској. Петровић је такође имао и велико имање у Банату, код Темишвара. Обављао је и дужност лугошког и карансебершког бана.
Турци су преко Али-паше будимског 1553. године слали помоћ побуњеницима под вођством Петровим. Петровићеве чете су се тада бориле на страни Запоље, против угарског краља Фердинанда I.
Блиско је сарађивао са Петером Мелијусом Јухасом, бискупом и организатором калвинистичке заједнице у Дебрецину. У новембру 1554, запослио је чувеног италијанског лутеранског теолога Франческа Станкара као личног лекара, у свом замку све до своје смрти 1559. Станкаро је био познат по утицају на дебрецинског клерика Тамаша Арањија, који се умешао у оштру дебату са Петровићевим калвинистичким сарадником Петером Мелијусом Јухасом око антитринитарних питања; али изгледа да ово није утицало на односе Петровића и Станкара, јер је остао у Петровићевој служби до његове смрти.